# Кортанце
Кортанце (італ. Cortanze, п'єм. Cortanse) — муніципалітет в Італії, у регіоні П'ємонт,  провінція Асті.
Кортанце розташоване на відстані близько 500 км на північний захід від Рима, 32 км на схід від Турина, 16 км на північний захід від Асті.
Населення — 276 осіб (2014).
Щорічний фестиваль відбувається 3 лютого. Покровитель — святий Власій.

## Демографія
Населення за роками:

Станом на 1 січня 2023 року в муніципалітеті офіційно проживали 43 іноземці з 3 країн, серед них 41 громадянин країн Євросоюзу.

## Сусідні муніципалітети
- Куніко
- Монтек'яро-д'Асті
- П'єа
- Сольйо
- В'яле